# اینورنو مونته‌لئونه
اینورنو مونته‌لئونه (به ایتالیایی: Inverno e Monteleone) یک کومونه در ایتالیا است که در استان پاویا واقع شده‌است.

## خصوصیات
اینورنو مونته‌لئونه ۹٫۶ کیلومترمربع مساحت و ۱٬۱۱۰ نفر جمعیت دارد.